# Túnel bajo el Monte Royal
El túnel bajo el Monte Royal o el túnel del Monte Royal (en francés: Tunnel sous le mont Royal) es un túnel ferroviario ubicado en Montreal, en la provincia de Quebec, al este de Canadá.

## Descripción
El túnel, el segundo más largo del país conecta la estación central de la ciudad, ubicado en su centro comercial, con el lado norte de la isla de Montreal y Laval, pasando por el Monte Royal. Desde 1995, los únicos trenes que utilizaban el túnel eran los trenes de cercanías de la línea Deux-Montagnes de la AMT. En marzo de 2006, se anunció que una segunda vía utilizaría el túnel, a partir de 2014, llamada la Línea Mascouche y que serviría a la parte noreste de la isla de Montreal, y luego a las comunidades suburbanas de Repentigny, Terrebonne, y Mascouche. 